# Alexandra Maerz
Alexandra Maerz (* 29. Juni 1972 in Berlin) ist eine deutsche Basketballtrainerin.

## Laufbahn
Die frühere Spielerin des TuS Lichterfelde musste aufgrund einer Knieverletzung Mitte der 1990er Jahre den aktiven Basketballsport aufgeben. Sie begann im gleichen Verein als Co-Trainerin in diversen Jugendmannschaften.
Im Jahre 2001 setzte sie sich intensiv für eine Kooperation der beiden Südberliner Basketballvereine TuS Lichterfelde und BG Zehlendorf im Bereich des Damenbasketballs ein. Von 2001 bis 2007 war sie hauptverantwortliche Cheftrainerin der 1. und 2. Damen-Basketball-Bundesliga Mannschaft der BG Zehlendorf und sportliche Koordinatorin der Kooperation.
Ab 2003 war Maerz DBB-Kotrainerin der U20-Damen-Nationalmannschaft und des Universiade-Teams des DBB. In der Saison 2005/2006 gelang ihr mit dem Team der BG Zehlendorf der Aufstieg in die 1. Damen-Basketball-Bundesliga.
Ab 2007 war sie DBB-Trainerin der U16-Damen-Nationalmannschaft. Mit dieser Mannschaft gelang ihr im Sommer 2007 der Aufstieg in die EM-Gruppe A.
Nach dem Ende des Engagements bei der BG Zehlendorf in der Damen-Basketball-Bundesliga wurde Maerz 2007 Basketball-Landestrainerin in Berlin.
Von Oktober 2008 bis Dezember 2014 war Maerz hauptamtliche Bundestrainerin des Deutschen Basketball Bundes und zuständig für den weiblichen Jugendbereich (U20 weiblich und jünger).
Von Frühjahr 2011 bis Dezember 2014 übernahm Maerz die Hauptverantwortung für die sportliche Umsetzung am weiblichen DBB-Leistungsstützpunkt in Grünberg.
Vom Dezember 2012 bis zum Auslauf ihres Nationaltrainervertrages am 31. Dezember 2014 war Maerz Trainerin der deutschen Damen-Nationalmannschaft.
Zur Saison 2015/16 übernahm Maerz das Team des TuS Lichterfelde in der 2. Damen-Basketball-Bundesliga.
Im Juni 2021 wurde Maerz neue Landestrainerin für den weiblichen Nachwuchsbereich des Basketballverbandes Baden-Württemberg.